# Conosara castanea
Conosara castanea är en fjärilsart som beskrevs av Edward Meyrick 1892. Conosara castanea ingår i släktet Conosara och familjen mätare. Inga underarter finns listade i Catalogue of Life.